# Limonia pronotalis
Limonia pronotalis är en tvåvingeart som beskrevs av Alexander 1931. Limonia pronotalis ingår i släktet Limonia och familjen småharkrankar. Inga underarter finns listade i Catalogue of Life.